# Abrotanella caespitosa
Abrotanella caespitosa là một loài thực vật có hoa trong họ Cúc. Loài này được Petrie ex Kirk mô tả khoa học đầu tiên năm 1892.